# Grummer Teiche

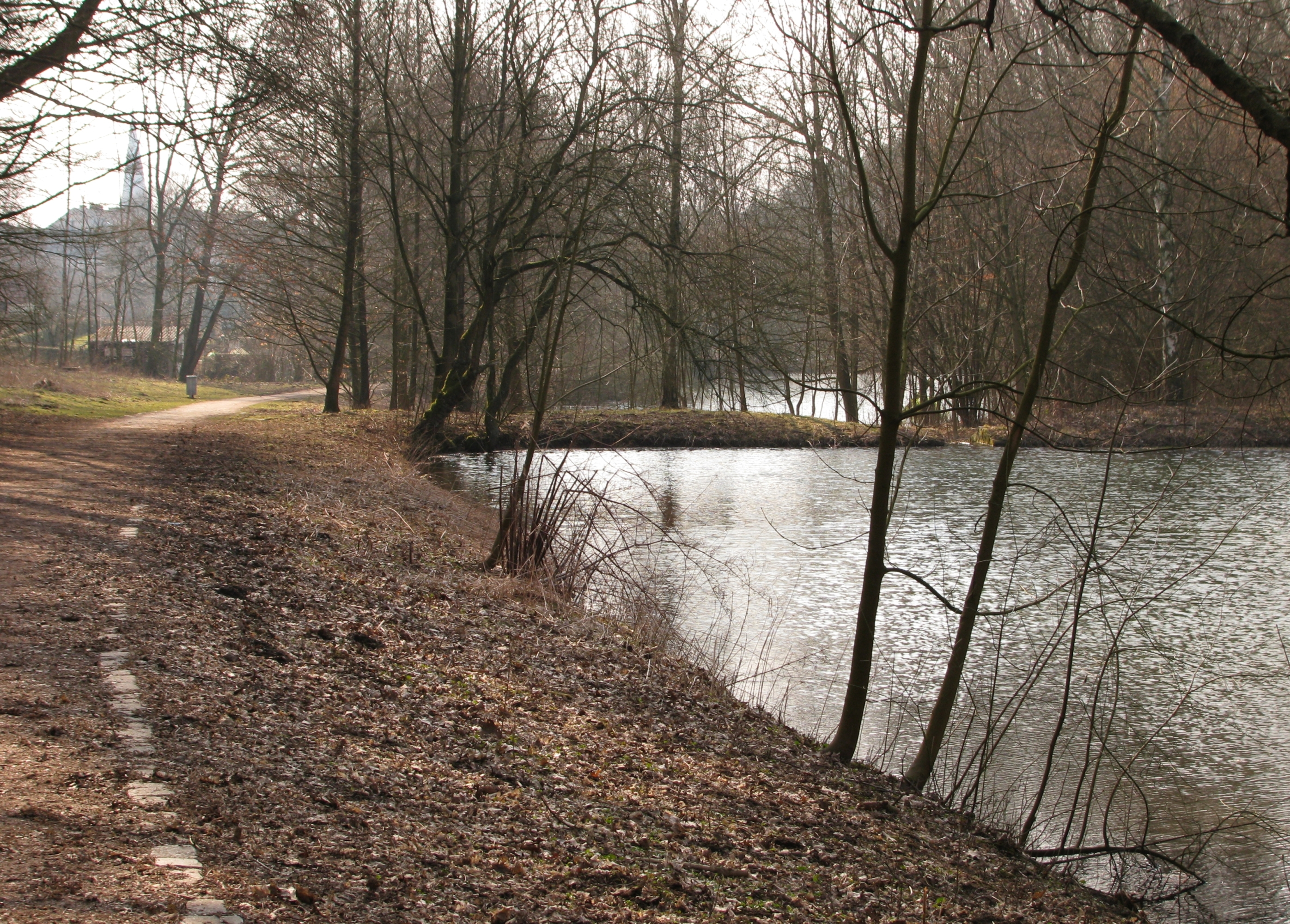
Bigge- und Grumeteich, im Hintergrund die Liborius-Kirche in Bochum-Grumme

Die Grummer Teiche, im Volksmund auch Grummer Seenplatte genannt, sind eine Folge von zehn Teichen im Bochumer Stadtteil Grumme, gespeist durch den Grummer Bach und seine Zuläufe Rottmannsbach, Schmalebecke und Albecke. Sie dienen in erster Linie zur Speicherung von Regenwasser bzw. als Hochwasserschutz. Durch die naturnahe Gestaltung der Anlage sind sie aber auch ein beliebtes Naherholungsgebiet. Die Stadt Bochum hat sie als Landschaftsschutzgebiet ausgewiesen.

## Lage
Acht der Grummer Teiche liegen im Tal des Grummer Bachs zwischen dem Kötterberg im Norden und dem Böckenberg im Süden. Zwei Teiche liegen etwas höher am Hang des Böckenbergs.

## Geschichte
Der Grummer Bach hieß früher Grumbecke, was so viel bedeutet wie ‚Bach im Talgrund‘. Das Tal war wasserreich und sumpfig, das ganze Gebiet dicht bewaldet.
Der älteste Grummer Teich ist der heutige Kaiseraueteich. Schon vor 1900 gab es an dieser Stelle ein „Bassin“, von dem aus „das Wasser in Röhren in die Häuser am Eingange zum Prattwinkel, in die Mühle und die Halsstricksche Schmiede geleitet“ wurde.
Im Jahr 1902 hat Gutsbesitzer Theodor Helf aus dem Bassin in seiner Wiese das erste Grummer Freizeitzentrum gemacht. Der Teich wurde hergerichtet für Aktivitäten wie Eislaufen, Bötchen fahren, Schwimmen usw. und im Juli wurde das Ausflugslokal mit Terrasse und Garten eingeweiht. Die „Kaiser-Aue“ war von da an nicht nur eine Erholungsstätte für die Grummer Bürger, sie wurde ein Anziehungspunkt für den gesamten Umkreis. Berühmt waren die Konzerte mit anschließendem Feuerwerk, überregionale Schwimmwettkämpfe und die Ballonfahrten. Bis zum Anfang der 1960er Jahre ist die Kaiseraue ein beliebter Veranstaltungsort geblieben, dann wurde das Gebäude immer baufälliger und weniger genutzt und 1974 schließlich abgerissen.
Der Teich an der ehemaligen Kaiseraue ist erhalten geblieben und in den 1970er Jahren sind noch neun weitere Staubecken am Grummer Bach gebaut worden. Es handelt sich um Regenrückhalteanlagen in Erdbauweise, die wie natürliche Gewässer aussehen. (Bis dahin ist die Josephinenstraße in Grumme wohl häufiger überschwemmt worden.)
Im August 1977 wurde die „Grummer Seenplatte“ eingeweiht und seit 1983 wird in jedem Sommer ein Seefest veranstaltet. 1989 wurden die Grummer Teiche getauft.
Ihre Namen (von Ost nach West): Rottmannsteich, Aggerteich, Biggeteich, Grumeteich, Kötterteich, Grumbeckteich, Kaiseraueteich, Constantinteich, Mühlenteich und Tipulusteich.

## Die Teiche im Einzelnen
Rottmannsteich und Aggerteich

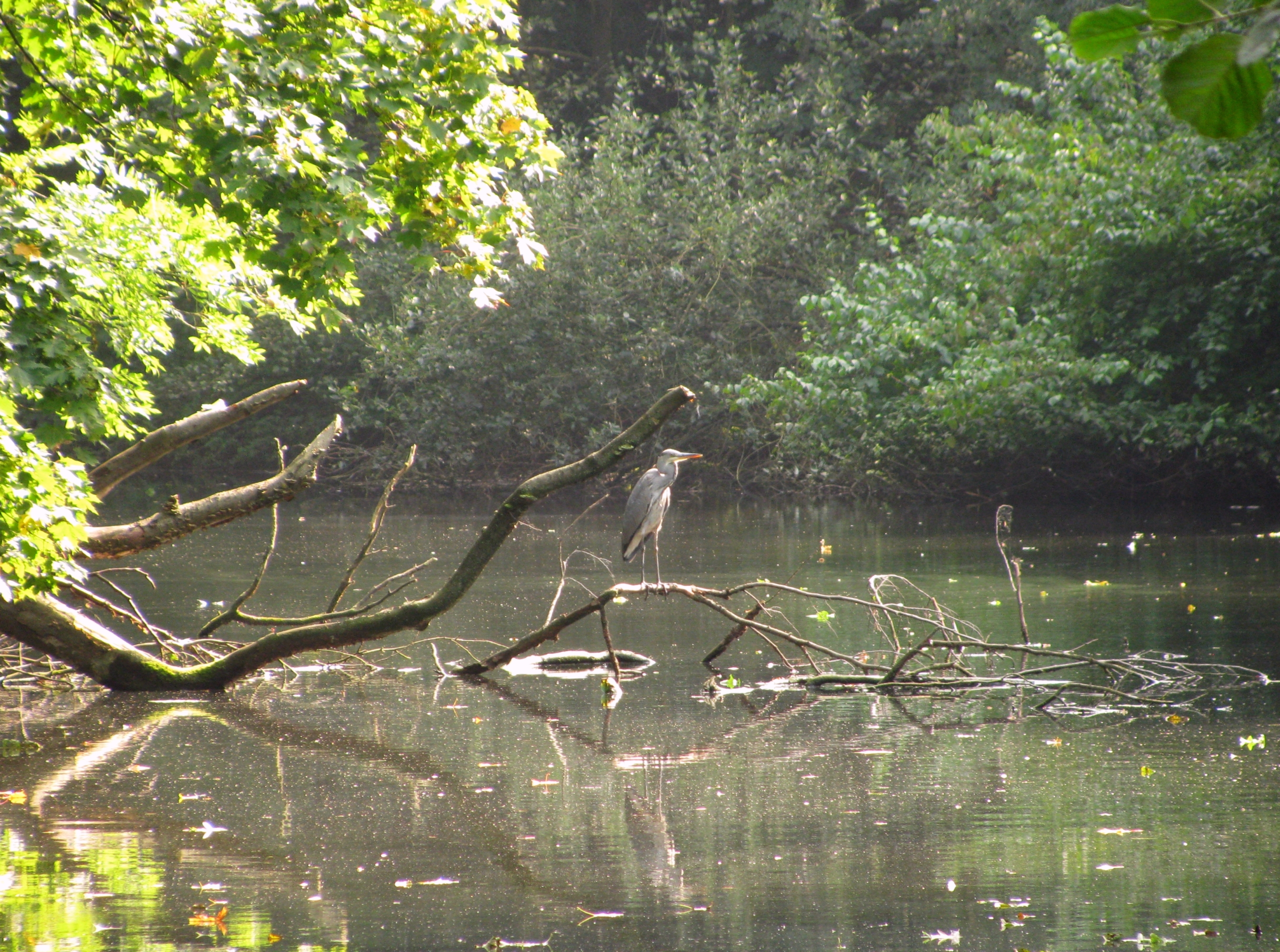
Rottmannsteich am Hang vom Böckenberg in Grumme

Der Rottmannsteich ist der am höchsten gelegene Grummer Teich und wird durch den Rottmannsbach gespeist. Er ist nach dem Bauern Rottmann benannt, der bis 1960 an dieser Stelle seinen Hof hatte. Am Hang des Böckenbergs wachsen noch zahlreiche Buchen – ab und zu fällt eine um und darf da liegen bleiben, weil von der Stadt "naturnah gepflegt" wird.
Der Aggerteich ist der nächste Teich am Rottmannsbach. Er wurde nach der benachbarten Aggerstraße benannt.
 Feuchtbiotop 

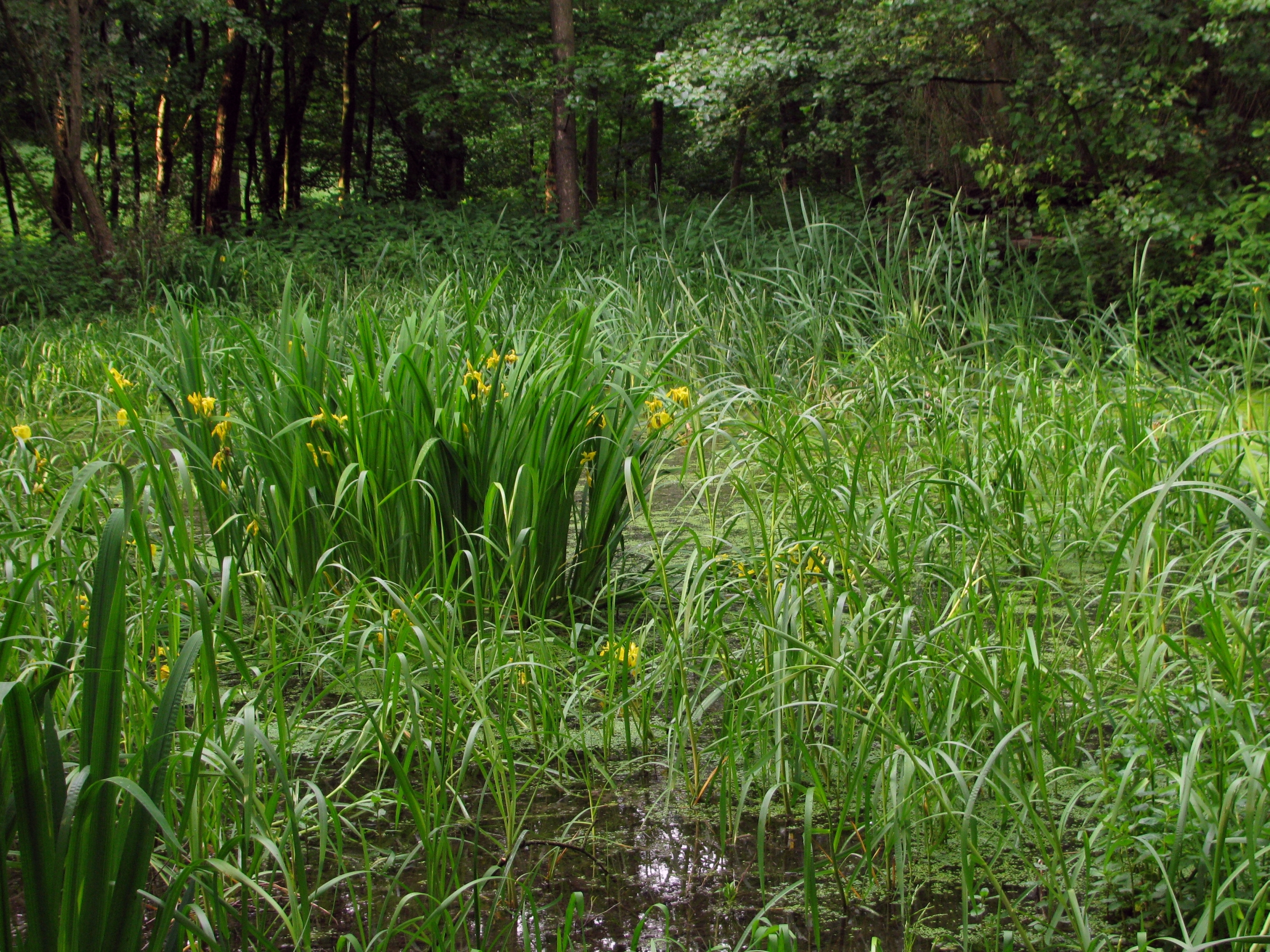
Feuchtbiotop im Grummer Bachtal

Wenige Schritte entfernt von der Stelle, wo der Rottmannsbach in den Grummer Bach mündet, liegt ein kleines Flachgewässer, das im Stadtplan als Biotop bezeichnet wird. Es wird aus namenlosen Quellen am Böckenberg gespeist und ist vermutlich auf natürliche Weise entstanden. Der Abfluss erfolgt in den Grummer Bach. Im Sommer ist das Biotop mit Schwertlilien zugewachsen.
Bigge-, Grume- und Kötterteich 

Der Biggeteich ist der oberste Teich am Grummer Bach. Er wurde nach der benachbarten Biggestraße benannt.
Es folgt der Grumeteich – "Grume" ist auch eine alte Bezeichnung für den Grummer Bach.
Der nächste Teich ist der Kötterteich, benannt nach dem Kötterberg bzw. nach den Köttern (Kottenbesitzern), die dort angesiedelt waren. Gegenüber vom Kötterberg mündet die Schmalebecke in den Kötterteich.

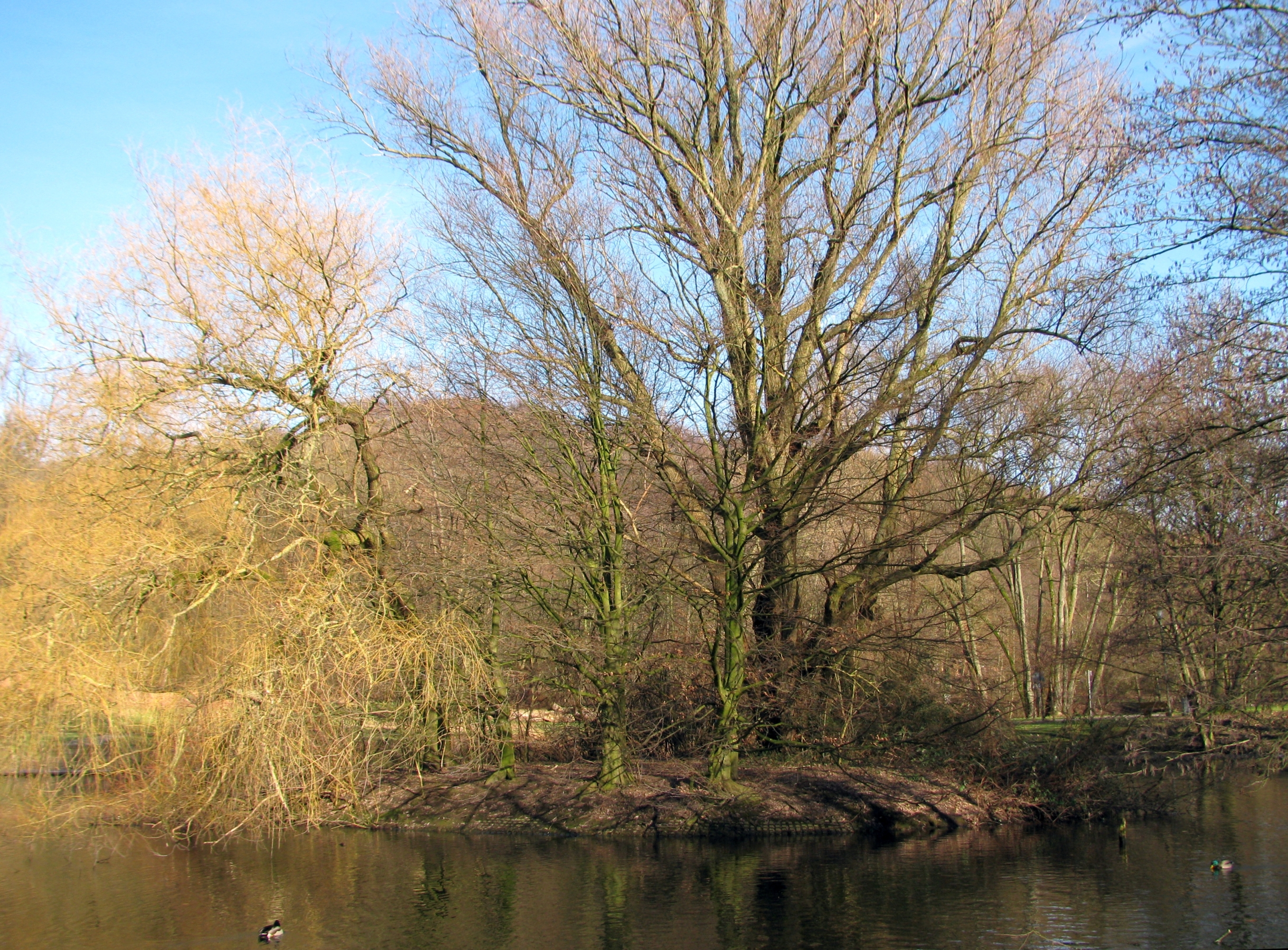
Kaiseraueteich mit Insel

Grumbeckteich und Kaiseraueteich 

Grumbeckteich und Kaiseraueteich liegen am nächsten am Zentrum von Grumme, unmittelbar hinter der alten Gaststätte Goeke. Hier gibt es einen Kinderspielplatz und jede Menge Kanadagänse. Der Kaiseraueteich ist nicht nur der älteste, sondern auch der größte der Grummer Teiche. Er hat eine Insel, auf der die Wasservögel besonders geschützt sind. Sein Name kommt von dem ehemaligen Ausflugslokal Kaiseraue, in dessen Garten eine Büste von Karl dem Großen gestanden haben soll.

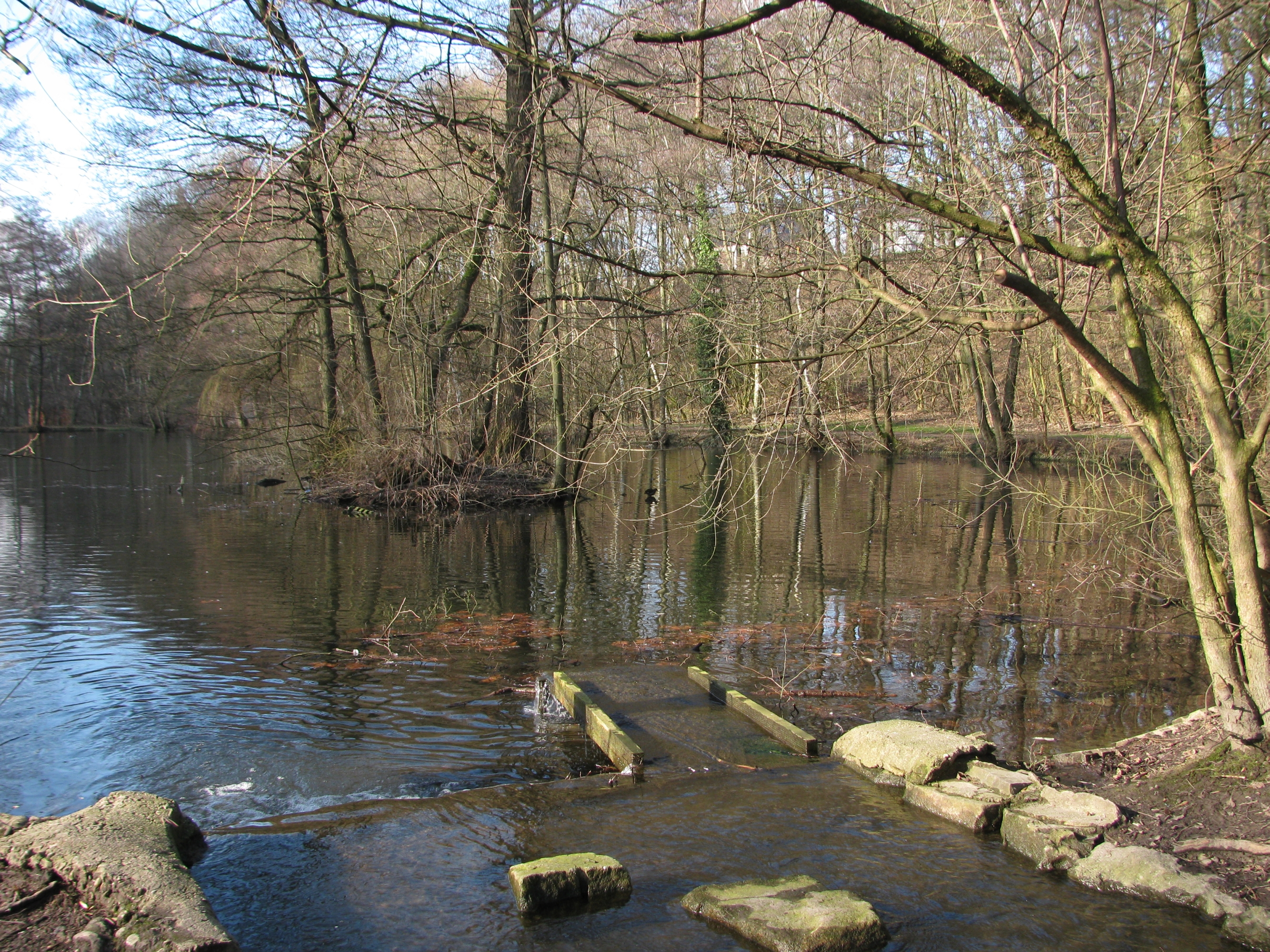
Tipulusteich

 Constantin-, Mühlen- und Tipulusteich

Der nächste Teich am Grummer Bach ist der Constantinteich, dessen Name an die ehemalige Zeche Constantin der Große erinnern soll, wo viele Grummer Bergleute bis Anfang der 1970er Jahre beschäftigt waren.
Der Mühlenteich erinnert an die Mühle, die hier am Grummer Bach etwa 400 Jahre lang in Betrieb war.
Der letzte Teich in der Kette ist der Tipulusteich. Sein Name geht zurück auf die Sage vom Riesen Tipulus, der nicht weit von hier nach einem Ausflug ins Grüne seine Schuhe ausgeschüttelt hat, wodurch der Tippelsberg entstanden ist.

## Flora und Fauna
Am Ufer der Teiche wachsen Weiden und Schwarz-Erlen, an den Hängen von Kötter- und Böckenberg zahlreiche Buchen und ein paar Eichen und Birken. Zwischen den Bäumen findet man Brennnesseln und an einigen Stellen Schachtelhalm. Auch der Japanische Staudenknöterich hat sich hier ausgebreitet – er wird bekämpft, indem man ihn mehrmals im Jahr abmäht. Das Gras wird durch eine Schafherde kurz gehalten, die ab und an die Grummer Teiche besucht.
Die häufigsten Wasservögel sind wohl noch die Stockenten, aber im Sommer trifft man seit einigen Jahren immer mehr Kanadagänse und Nilgänse. Darüber hinaus brüten hier viele Teichhühner und einige Graureiher. An den beiden höher gelegenen Teichen am Böckenberg gehen regelmäßig ein paar Kormorane auf Fischfang.

## Sport
Die Wege an den Grummer Teichen können von Spaziergängern und Joggern genutzt werden. Die kleine Teichrunde ist gut 5 km lang. Durch Abstecher zum Denkmal von „Knochen-Karl“ oder zum Bochumer Stadtpark oder zum Naturschutzgebiet Tippelsberg / Berger Mühle lässt sich die Laufstrecke erweitern.

## Entwicklungspläne
Laut Landschaftsplan 1998 plant die Stadt, den Grummer Bach „vom Harpener Feld bis zur Einmündung in den Hofsteder Bach naturnah neuzugestalten“. Bei der Gelegenheit sollen die Teiche „nach Möglichkeit in den Nebenschluß gelegt werden“. Das bedeutet, dass der Bach nicht mehr durch die Teiche fließt, sondern nebenher. Nur bei großen Wassermengen werden diese in die Teiche eingelassen. Möglicherweise wird dadurch auch das Verschlammen der Teiche etwas gemildert.
2019 gründeten Anwohner die „Interessengemeinschaft Grummer Teiche“, die sich für den Erhalt der Kulturlandschaft, für die Nahrholungsfunktion des Gebiets und die klimastabilisierende Wirkung des Grünzugs und die Information der Bürger einsetzen will. Das bewaldete Feuchtgebiet soll eine besondere Bedeutung im Rahmen des am 6. Juni 2019 vom Rat der Stadt Bochum ausgerufenen Klimanotstands bekommen und in der Funktion gesichert werden.